# Ordinatni logaritemski integral
Ordinatni logaritemski integral ali eulerjevski logaritemski integral Li(x) je v matematiki specialna neelementarna funkcija, zelo podobna funkciji logaritemskega integrala li(x). Določena je z:
{\displaystyle \operatorname {Li} (x)=\operatorname {li} (x)-\operatorname {li} (2)\!\,.}
To pomeni:
{\displaystyle \operatorname {Li} (x)=\int _{2}^{x}{\frac {\mathrm {d} t}{\ln t}}\;.}
Funkcija velikokrat nastopa pri oblikovanju praštevilskega izreka.